# دیوید بننت
دیوید بننت (انگلیسی: David Bennent؛ زادهٔ ۹ سپتامبر ۱۹۶۶) یک هنرپیشه اهل سوئیس است. وی از سال ۱۹۷۹ میلادی تاکنون مشغول فعالیت بوده‌است.
از فیلم‌ها یا برنامه‌های تلویزیونی که وی در آن نقش داشته است می‌توان به طبل حلبی، افسانه، او از من متنفر است اشاره کرد.